# Vox Patrum
Vox Patrum – czasopismo naukowe wydawane najpierw jako półrocznik, a od 2020 jako kwartalnik, dotyczące antyku chrześcijańskiego i Bizancjum (I–VIII w.). Jest wydawane przez Sekcję Historii Kościoła i Patrologii KUL, a wcześniej przez Ośrodek Badań nad Antykiem Chrześcijańskim KUL (do 2006 Międzywydziałowy Zakład Badań nad Antykiem Chrześcijańskim, 2006–2010 Instytut Badań nad Antykiem Chrześcijańskim) od 1981 roku. Założycielem i pierwszym redaktorem naczelnym był ks. prof. KUL dr hab. Stanisław Longosz. Po ks. prof. Stanisławie Longoszu redaktorem naczelnym został ks. prof. dr hab. Piotr Szczur, który pełnił tę funkcję do końca roku akademickiego 2017–2018. Obecnie redaktorem naczelnym jest ks. prof. dr hab. Marcin Wysocki. Sekretarzem redakcji jest dr Dawid Mielnik. Periodyk zawiera następujące działy:
- dokumenty
- artykuły
- przekłady
- recenzje
- bibliografie
- sprawozdania
- informacje

Pismo zajmuje się szeroko pojętą patrystyką oraz bizantynistyką. Dokumentuje też polski wkład w badania nad antykiem chrześcijańskim.

## Punktacja czasopisma
W wykazie czasopism naukowych Ministerstwa Edukacji i Nauki z 9 lutego 2021 r. kwartalnik uzyskał 100 punktów.